# Gaea
Gaea är en krater på Jupiters måne Amalthea. Kratern är 80 kilometer bred och minst 15 km djup. Den är uppkallad efter den grekiska gudinnan Gaia
Gaea ligger granne med två berg, Mons Lyctas och Mons Ida.
Gaea är en av två namngivna kratrar på Amalthea, den andra heter Pan.